# 브리얀 로이
브리얀 에드와드 스테이픈 로이(네덜란드어: Bryan Edward Steven Roy, 1970년 2월 12일, 네덜란드 노르트홀란트주 암스테르담 ~ )는 네덜란드의 전 축구 선수로, 현재 축구 지도자이다.
로이는 1987년, 아약스에서 선수 생활을 시작해, 리그 경기에서 108경기에 나서 16골을 기록하고, 1992년 UEFA컵 우승에 공헌하였다. 1993년 이탈리아 세리에 A의 US 포자 (U.S. Foggia) 로 이적하였으며, 아약스에선 레프트 윙어 마르크 오버르마르스가 그를 대신하였다. 1994년 FIFA 월드컵에 출전해 네덜란드의 8강 진출에 공헌하였으며, 월드컵 후 잉글랜드 프리미어리그의 노팅엄 포리스트로 이적하였다.
로이는 시티 그라운드에서의 첫 시즌에 성공하였으며, 잉글랜드의 스탠 콜리모어 (Stan Collymore) 와 콤비로 활약하며 프리미어리그 1994-95 시즌을 3위로 마치고, 팀의 UEFA컵 본선 진출에 공헌하였다. 그의 파트너 콜리모어는 1995년 여름 리버풀로 이적하였으나, 로이는 노팅엄 포리스트는 잔류해 1995-96 시즌 팀의 UEFA컵 8강 진출에 기여하였다. 하지만, 1996-97 시즌 부상의 영향으로 출장 기회가 제한되었고, 노팅엄 포리스트의 강등이 결정된 후인 1997년 여름 독일 분데스리가의 헤르타 BSC 베를린으로 이적하였다. 헤르타 베를린에서 세 시즌을 보낸 후, 2000년 네덜란드로 돌아와 NAC 브레다에 이적하였고, NAC 브레다와의 계약이 만료된 2002년에 선수 생활을 마쳤다.
네덜란드 축구 국가대표팀에서는 1989년부터 1995년까지 32경기에서 9골을 기록하였으며, 네덜란드 대표로 1990년 FIFA 월드컵, UEFA 유로 1992, 1994년 FIFA 월드컵에 출전하였다. 은퇴 후에는 지도자의 길로 나아가, 현재 아약스 유스팀의 감독을 맡고 있다.